# 诺贝尔生理学或医学委员会
诺贝尔生理学或医学委员会（瑞典語：Nobelkommittén för fysiologi eller medicin）是推举诺贝尔生理学或医学奖的诺贝尔委员会，成员由卡罗琳学院的50人机构卡罗琳学院诺贝尔大会任命，通常由学院生理学或医学方面的瑞典籍教授组成，但大会原则上可以任命任何人进入委员会。除了五名常任委员，每年还会有10名相关委员获任命。委员会没有决定权，只负责邀请评估诺贝尔奖提名，因此得主要由卡罗琳学院的诺贝尔大会依照诺贝尔委员会的提议表决产生。